# Bill Woggon
Bill Woggon   (Toledo, 1 de gener de 1911 - 2 de març de 2003) va ser un dibuixant de còmics estatunidenc que va crear el còmic Katy Keene.
Woggon va néixer el quart de sis fills a Toledo, Ohio, on va créixer. Fascinat per un curs d'art per correspondència que estava fent el seu germà gran Elmer Woggon, es va interessar pel dibuix. Als 16 anys, va treballar en un gran magatzem com a artista comercial, i després va fer el mateix tipus de treball al diari Toledo Blade, on treballava Elmer.

## Tires còmiques
El 1938, estava ajudant Elmer a escriure i després dibuixar la tira còmica del diari Big Chief Wahoo, que més tard es va transformar en Steve Roper and Mike Nomad. Segons l'escriptor de la tira, Allen Saunders, no van poder mantenir-lo com a empleat a temps complet de Big Chief Wahoo.

## Àlbums de còmics
Bill Woggon va seguir treballant en les seves pròpies idees per a un còmic. Inspirat per les noies de calendari de la guerra, el 1945 va crear Katy Keene, començant a Wilbur Comics i aprofitant el seu mercat adolescent. Es va convertir en un èxit durant els deu anys següents, generant clubs de fans i amics per correspondència.
Katy Keene presentava la jove bellesa de moda Katy (una model amb «valors tradicionals»), que tenia una germana petita molesta, un munt de pretendents i somnis de convertir-se en actriu. Les històries no estaven massa inspirades i van servir principalment per fer que Katy experimentés tants canvis de vestuari successius com fos possible per tal de mostrar les modes presentades pels lectors que Woggon els va dibuixar i els va acreditar (una característica adoptada també per Dixie Dugan). Les nines de paper amb altres vestits per a Katy també van augmentar l'atractiu del còmic. Va continuar durant la dècada del 1950 a diversos punts de venda (Katy Keene Pinup Parade, Laugh Comics, Pep Comics i Archie Comics). Quan va acabar l'any 1961, Woggon va dedicar-se a altres treballs, com el còmic de Dell Millie the Lovable Monster, estampant la tira de diari Priscilla's Pop i creant la funció d'Archie The Twiddles.
Amb l'èxit de Katy Keene, Woggon i la seva esposa Jane van traslladar la seva família el 1948 a Califòrnia, on van comprar una distribució prop de Santa Bàrbara. Al mateix temps, Katy també es va traslladar de la ciutat de Nova York a Califòrnia.
Woggon va rebre la visita dels seus admiradors, inclosos Floyd Norman, Trina Robbins i John S. Lucas. Amb la benedicció de Woggon, Michael Silberkleit i Richard Goldwater van demanar a Lucas que fes l'art a Archie Comics de la resurrecció de Katy Keene. Katy Keene va inspirar una generació de dissenyadors de moda seriosos, inclosa Betsey Johnson. En els seus darrers anys, Woggon va il·lustrar literatura cristiana per a nens (per exemple, llibres per pintar com Let's Read and Color, 1988).
Va deixar de treballar al còmic poc després i a part de crear personatges per a marques, va deixar de dibuixar per treballar. Va morir el 2 de març de 2003.

## Premis
El 1981, el seu treball va ser reconegut amb un premi Inkpot. Va rebre elogis no només dels seus seguidors sinó també de la seva família que el va citar com «un gran pare».